# Ab actis
Actis, auch ab actis waren Beschäftigte antiker römischer Behörden, die mit der Dokumentation und der Betreuung formaler und formloser Verwaltungsakte (acta) betraut sind. Ab acta deckt sich zum Teil mit dem act(u)arius, einem Rang im höheren Bürodienst. Es gibt mehrere Arten des ab actis. Der optio ab actis war in der Kaiserzeit ein militärischer Verwaltungsbeamter, der ab actis senatus (auch curator actorum senatus) war ein Senator im Range eines Quästors, der im 2. und 3. Jahrhundert für die Führung der Senatsprotokolle verantwortlich war. Der Leiter der acta diurna war der procurator ab actis urbis.